# 德扬·米洛耶维奇
德扬·米洛耶维奇（1977年4月15日—2024年1月17日），塞尔维亚男子篮球运动员，场上位置是大前锋。他曾代表塞尔维亚参加2001年欧洲篮球锦标赛，结果队伍获得冠军。